# Penny Vincenzi
Penny Vincenzi, född 10 april 1939 i Bournemouth, Dorset, död 25 februari 2018, var en brittisk författare, en av samtidens bäst säljande författare från Storbritannien.
Penny Vincenzi arbetade vid Harrods Library, innan hon läste till sekreterare. Sedermera övergick hon till journalistiken och skrev bland annat för Vogue, The Times, the Daily Mail och Cosmopolitan. Hon debuterade 1989 som romanförfattare med Old Sins. Hennes författarskap brukar definieras som bästsäljande underhållningsromaner.
På svenska utgavs Vincenzi första gången 1996, med Bröllopsgästerna.
Vincenzi var bosatt i London och på Gowerhalvön i Wales.